# Kronična odpoved ledvic
Kronična odpoved ledvic (KOL) je posledica katerekoli bolezni, ki postopoma trajno in nepopravljivo okvarja ledvice, spremlja jo trajno zvišana koncentracija kreatinina in sečnine. Kot kronična odpoved ledvic je opredeljena vsaka ledvična okvara, ki traja več kot tri mesece, četudi zmanjšanje glomerulne filtracije ni izraženo.

## Vzroki
Najpogostejši vzrok kronične odpovedi ledvic je diabetična nefropatija, sledijo pa hipertenzivna nefroangioskleroza in različne primarne in sekundarne glomerulopatije. Tudi metabolični sindrom s prisotnima sladkorno boleznijo in povišanim krvnim tlakom je pomemben in čedalje pogostejši vzrok. Bolj ogrožene so osebe, starejše od 50 let in tiste, ki imajo sorodnika v prvem ali drugem kolenu z znano ledvično boleznijo, ne glede na vzrok. Bolj izpostavljeni so tudi ljudje s prekomerno telesno maso, kadilci ter tisti, ki so preboleli katero od akutnih ledvičnih bolezni.

## Znaki in simptomi
Simptomi in znaki kronične odpovedi ledvic se razvijejo postopno in so neznačilni. Včasih se pojavijo šele, ko propade več kot 90 % nefronov. Pogosti simptomi in znaki so utrujenost, slabost, srbenje in povišan krvni tlak. Bolniki imajo lahko spremembe na sečilih, srcu in ožilju, dihalih, živčevju, prebavilih, kosteh in koži. Pomembna kazalca ledvične odpovedi sta povišani krvni koncentraciji kreatinina in sečnine.

## Epidemiologija
Kronična ledvična bolezen je v sodobnem svetu pogosta bolezen in zanjo svetu in tudi v Sloveniji zboli povprečno vsaka deseta odrasla oseba.

## Diagnosticiranje
Prvi sum na kronično ledvično odpoved se običajno pojavi pri povišanju serumskega kreatinina. Treba je ugotoviti, ali gre za akutno ali kronično ledvično odpoved; za to so potrebni podatki o povišanem kreatininu in urinski izvidi skozi daljši čas. Diagnoza se običajno določi na osnovi anamneze, telesnega pregleda ter enostavnimi laboratorijskimi testi, ki vključujejo analizo urina z mikroskopskim pregledom in teste na elektolite, sečninski dušik, kreatinin, fosfate, kalcij ter celotno krvno sliko.

## Zdravljenje
Posledice kronične ledvične odpovedi lahko omilimo z dieto, katere cilji so znižanje plazemske koncentracije fosfata (vnos vezalcev fosfata in zmanjšan vnos fosfata s hrano), zmanjšanje vnosa kalija s hrano, zvišanje plazemske koncentracije kalcija (vnos kalcijevih soli in vitamina D3) in zmanjšanje nastajanja sečnine pri razgradnji beljakovin. Pomembno je tudi izogibanje zdravilom, ki vsebujejo veliko kalcija, zlasti določenim odvajalom in antacidom. Beljakovine v prehrani naj bodo prisotne le v količinah, ki nadomestijo dnevno izgubo beljakovin.
Napredovanje se najuspešneje zdravi z zmanjšanjem hipertenzije in proteinurije, pomembno pa je tudi zdravljenje zapletov (slabokrvnost, motnje v presnovi kalcija in fosfatov, metabolna acidoza, srčno-žilne bolezni ...).